# Ероуз A5
Ероуз А5 е болид който се състезава за Ероуз като участва през сезон 1982.